# Imzad
En imzad (alternativt amzad) er et enstrenget musikinstrument der bruges af Tuaregfolket i Algeriet, Mali og Niger.
Klangkassen er lavet af calabas eller træ som er dækket af dyreskind. Strengen er lavet af hestehår og er ført over en todelt bro.
Det er kun kvinder der spiller Imzad for eksempel som akkompagnement til sange ved en ceremoni der kaldes takket. Imzad-musikken blev i 2013 opført på UNESCOs liste over immateriel kulturarv.